# Aethomyias
Aethomyias (Struiksluipers) is een geslacht van vogels uit de familie Australische zangers (Acanthizidae). Alle soorten in dit geslacht zijn endemisch in Nieuw-Guinea.

## Taxonomie
Een moleculair fylogenetische studie van de struiksluipers en muiszangers, gepubliceerd in 2018, leidde tot een substantiële herziening van de taxonomische classificatie. Bij de reorganisatie werd het geslacht Aethomyias nieuw leven ingeblazen om een groep struiksluipers samen te brengen die eerder in de geslachten Sericornis en Crateroscelis waren geplaatst. Het geslacht Aethomyias was oorspronkelijk geïntroduceerd door de Britse ornitholoog Richard Bowdler Sharpe in 1879 met de witbekstruiksluiper (Aethomyias spilodera) als typesoort. De naam van het geslacht combineert het oude Griekse aēthēs 'ongebruikelijk' of 'verandering' met het moderne Latijnse myias dat 'vliegenvanger' betekent.

## Soorten
Dit geslacht telt zes soorten:
- Aethomyias arfakianus  – Grijsgroene struiksluiper
- Aethomyias nigrorufus  – Zwart-rosse struiksluiper
- Aethomyias papuensis  – Papoeastruiksluiper
- Aethomyias perspicillatus  – Bruinkopstruiksluiper
- Aethomyias rufescens  – Vogelkopstruiksluiper
- Aethomyias spilodera  – Witbekstruiksluiper